# COOL!
『COOL!』（クール!）は、神崎裕による日本の漫画作品。
『なかよし』（講談社）にて1998年12月号から1999年5月号まで連載された。全6話。そのほか、同誌1999年1月号増刊『ふゆやすみランド』と同4月号増刊『はるやすみランド』に番外編が掲載された。単行本は同社の講談社コミックスなかよしより全1巻。

## 書誌情報
- 神崎裕 『COOL!』 講談社〈講談社コミックスなかよし〉、1999年7月6日第1刷発行、ISBN 4-06-178919-8
  - 本編のほか、増刊に掲載の番外編が同時収録されている。